# Basîretçi Ali Efendi
Ali Efendi (geb. 1838, gest. 1910/1912 in Istanbul) oder Basîretçi Ali Efendi, wie er nach der von ihm herausgegebenen Zeitung genannt wurde, war ein früher osmanischer Journalist des 19. Jahrhunderts.
Über seine Herkunft ist wenig bekannt. Sein Vater gehörte der Schicht der İlmiye, der traditionell in den Medresen ausgebildeten Gelehrten, an und war 1872 Naib in Widin. Nachdem Ali Efendi bis 1860 mit Erfolg eine Ausbildung in den Palastschulen des Enderun absolviert hatte, wurde er 1863 Steuerbeamter im Finanzministerium.
Ab 1866 bemühte er sich um eine Lizenz für ein Zeitungsprojekt. Nach dem Ende des kretischen Aufstandes erhielt er 1870 endlich seine Lizenz und gründete seine Zeitung Basîret (Weitblick). Basîret war eine der ersten Zeitungen im Osmanischen Reich. Mit Autoren wie Subhipaşazade Ayetullah Bey, dem polnischen Renegaten Ferik (Marschall) Subhi Celaleddin Paşa, dem unter dem Pseudonym Hayreddin schreibenden polnischen Emigranten Karski, Halet Bey und Ahmed Midhat Efendi fand das 5 mal pro Woche (ausgenommen Freitag und Sonntag) erscheinende Blatt großes Interesse. Ali Efendi, der im Untertitel seiner Zeitung erstmals das Wort millet (Nation) verwendete, vertrat mit seiner Zeitung die Ideen der Jungosmanen und vertrat während des Deutsch-Französischen Kriegs 1870/71 die Linie des entstehenden Deutschen Reichs.
Aufgrund dessen wurde der deutsche Reichskanzler Fürst Bismarck auf ihn aufmerksam und ließ ihn 1871 über die Gesandtschaft in Istanbul auf Staatskosten nach Deutschland einladen, wo er in Berlin vom Reichskanzler empfangen wurde. Während seines Aufenthalts in Berlin verstarb der Sadrazam (Großwesir) Mehmed Emin Ali Pascha, der ihn vor seiner Reise noch mit Instruktionen versehen hatte. Auf dem Rückweg erwarb Ali Efendi, mit Empfehlungsschreiben Bismarcks versehen, in Augsburg zwei Druckmaschinen, deren Bezahlung Bismarck regelte. Damit gelang Ali Efendi ein weiterer Ausbau seiner Zeitung und er gab ab 1874 zusätzlich die bald wieder eingestellte Satirezeitschrift Kahkaha (Gelächter) heraus. Das politische Klima wurde aber zunehmend pressefeindlich, der Druck der Zensur nahm zu. Basîret wurde dreimal konfisziert und mehrfach mit Bußgeldern belegt, bis am 20. Mai 1878 nach einem fehlgeschlagenen Versuch, den im Çırağan-Palast festgesetzten abgesetzten Sultan Murad V. zu befreien und als Herrscher wieder einzusetzen, die Zeitung endgültig verboten und Ali Efendi verhaftet wurde.
Nach einem mehrmonatigen Prozess wegen Beteiligung an diesem Staatsstreich wurde Ali Efendi im November 1878 nach Jerusalem verbannt und erst 1884 mit der Auflage begnadigt, nicht mehr journalistisch tätig zu werden. Jedoch wurde er alsbald als Nahiye Müdürü wieder nach Syrien versetzt. Er erfuhr als Beamter Beförderungen und Auszeichnungen und wurde 1897 zum Kaymakam in Latakia ernannt. Es folgten Posten als Kaymakam ab 1898 in Haifa, ab 1903 in Karaburun, ab 1904 in Söke und ab 1907 in Erdek. Nach der Revolution der Jungtürken 1908 verließ Ali Efendi den Staatsdienst, ging wieder nach Istanbul und versuchte, Basîret neu zu gründen, was aber nicht von Erfolg gekrönt war. 1910, nach anderen Angaben 1912, verstarb dieser Pionier des türkischen Journalismus.

## Werke
- Yıldız'ın Hatası: Devlet-i Aliyye-Rusya Muharebesi 1293, İstanbul 1324 (Eine Denkschrift über den Russisch-Osmanischen Krieg 1877–1878)
- İstanbul'da Yarım Asırlık Vekayi-i Mühimme, İstanbul 1325 (= 1909/10), Memoiren (Ein halbes Jahrhundert wichtige Begebenheiten in Istanbul)
  - Nachdruck: İstanbul'da Elli Yıllık Önemli Olaylar, İstanbul 1976